# Wapen van Beemster
Het wapen van Beemster is het gemeentewapen van de Nederlandse gemeente Beemster. Het wapen werd op 26 juni 1816 door de Hoge Raad van Adel aan de gemeente toegekend. Het officiële wapen is in 2007 op verzoek van de gemeente door J. Hartog aangepast. Het aangepaste wapen wordt als logo van de gemeente gebruikt. De kleuren van het wapen komen eveneens terug in de gemeentevlag.

## Oorsprong
Het wapen werd in 1612 verleend aan het polderbestuur. Bij dat wapen was ook een schildhouder gevoegd, te weten een rode aanziende leeuw. Aanziend houdt in dat de leeuw naar de toeschouwer kijkt.
Er zijn twee verklaringen voor het wapen:
1. Het wapen staat symbool voor de agrarische cultuur in de polder. De koe staat dan symbool voor de roodbonte koe.
2. Het wapen was sprekend bedoeld en verwijst naar Dirck van Os, de man die in 1597 toestemming verkreeg om de Beemster droog te gaan leggen.[2]

## Blazoen
De officiële beschrijving van het gemeentelijk wapen luidt als volgt:
Een veld van lazuur, waarop eene koe van keel, beschenen door een zon.
Hierbij wordt niet gemeld dat de koe op een groene ondergrond staat en dat in de schildvoet water is afgebeeld.
Het schild is blauw van kleur met daarop een rode koe. De koe staat op een groen veld. In de rechterbovenhoek, voor de kijker links, staat een gouden zon. De gebruikte kleuren: rode koe op een blauw schild, zijn heraldisch gezien incorrect, wat dit wapen tot een raadselwapen maakt.
De nieuwe tekening van het wapen die in 2007 op verzoek van de gemeente is gemaakt, maar niet officieel bij de Hoge Raad van Adel is ingediend, toont een roodbonte koe van natuurlijke kleur. Men zou dit ook een "rode koe" kunnen noemen. Met deze interpretatie voldoet het wapen wel aan de heraldische kleurregels.
Het wapen dat het polderbestuur voerde toont op oude afbeeldingen een koe van een rood ras dat nu niet meer voorkomt, in natuurlijke kleuren. Mogelijk bedoelde de gemeente een dergelijke koe bij de aanvraag van het wapen.